# 渡部賢宗
渡部 賢宗（わたべ けんしゅう、1920年11月10日 - 1998年3月4日）は、日本の仏教学者・僧侶。専門は禅学。駒澤大学文学博士。北海道出身。
北海道中富良野町祥雲寺住職を経て、1953年駒澤大学仏教学部卒業。1955年同大学院人文科学研究科修士課程修了。その後、曹洞宗宗学研究所研究員、駒澤大学仏教学部助手を経て、1959年駒澤大学仏教学部専任講師。1960年同仏教学部助教授。1964年駒澤大学の北海道教養部が創設されると助教授として着任。1968年同北海道教養部教授。1972年駒澤大学にて「道元禅師の戒学儀軌の基礎的研究」で文学博士を受く。1976年苫小牧駒澤短期大学学長・駒澤大学附属苫小牧高等学校校長・駒澤大学苫小牧学園理事長（〜1980年）。1980年駒澤大学北海道教養部4代部長・岩見沢駒澤短期大学4代学長・駒澤大学附属岩見沢高等学校4代校長・駒澤大学岩見沢学園4代理事長・駒澤大学保育専門学校2代学校長。（〜1986年）。駒澤大学北海道教養部教授。1991年駒澤大学定年退職。同名誉教授。駒沢看護保育福祉専門学校客員講師（〜1993年）。

## 著書
- 『仏教教団の諸問題』日本仏教学会編　分担執筆　平楽寺書店 1974
- 『「人間」如何に生きるべきか : 菩薩戒のはなし』一穂社 1995